# Peniculus indicus
Peniculus indicus is een eenoogkreeftjessoort uit de familie van de Pennellidae. De wetenschappelijke naam van de soort is voor het eerst geldig gepubliceerd in 1993 door Asok, Kumar & Hameed.